# Československá televize
Československá televize (tschechisch) bzw. Československá televízia (slowakisch) oder Česko-slovenská televízia (slowakisch – ab 1990), abgekürzt ČST (deutsch Tschechoslowakisches Fernsehen) war von 1953 bis 1992 die staatliche Fernsehanstalt der Tschechoslowakei.

## Geschichte

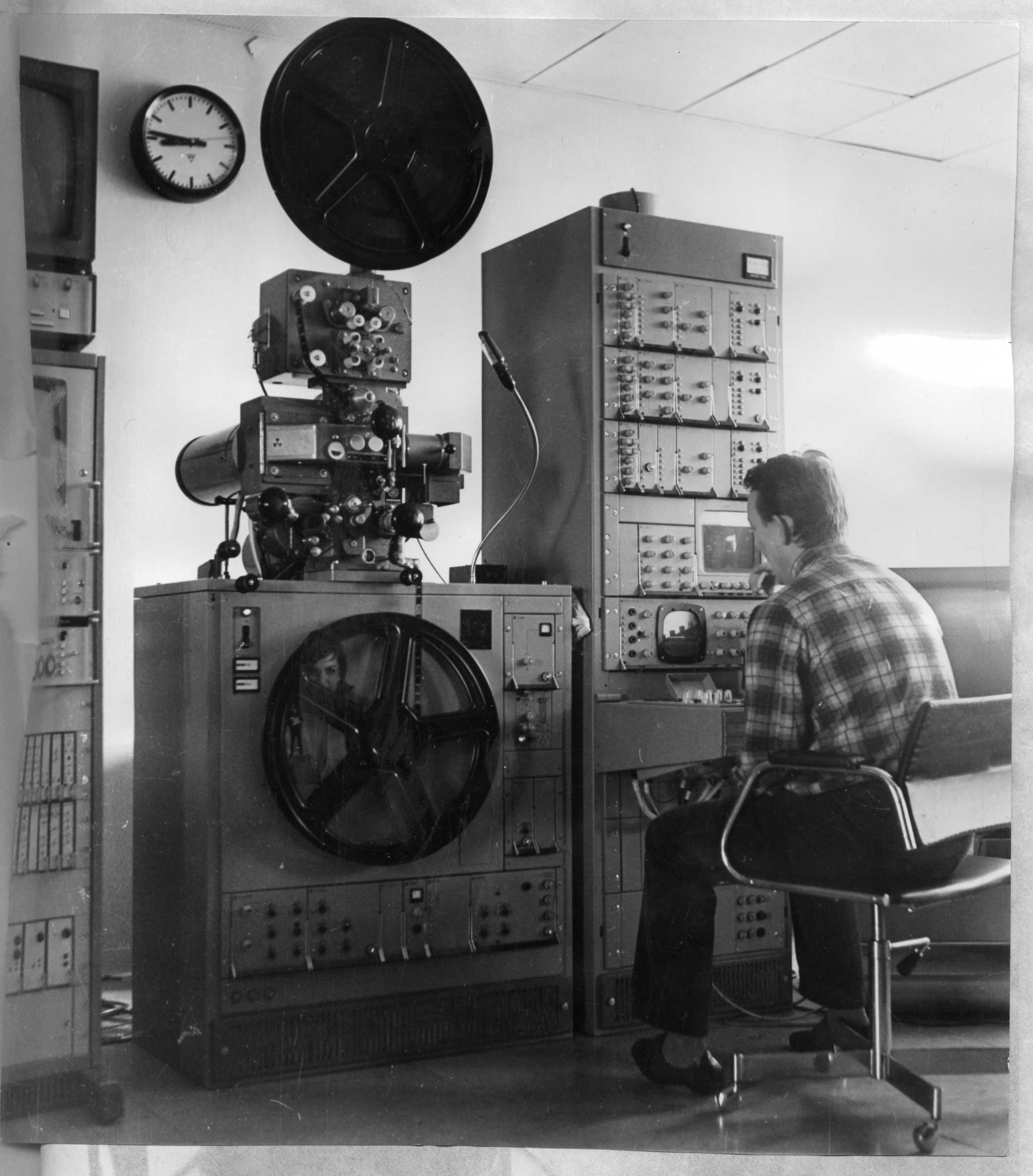
Ausstrahlung in Farbe, 1971

Das ČST nahm 1953 seinen Sendebetrieb aus Prag auf. Seit 1956 wurde auch aus Bratislava regelmäßig gesendet. 1970 erfolgte mit der nordischen Ski-WM in der Hohen Tatra die erste Übertragung in Farbe, im selben Jahr wurde ein zweiter Kanal eingeführt.
Die Sendesprache des ČST war im ersten Kanal überwiegend tschechisch, bei manchen Sendungen slowakisch, bei Nachrichten auch tschechisch und slowakisch gemischt. Der zweite Kanal war tschechischsprachig für Tschechien und slowakischsprachig für die Slowakei und sendete in den beiden Landesteilen ein völlig unterschiedliches Programm. Die teilweise Ausstrahlung in zwei Sprachen war möglich, da die beiden Sprachen sehr ähnlich sind. Die Sendepraxis von Hörfunk und Fernsehen hat selbst zur beiderseitigen Verständlichkeit beigetragen. Heute werden slowakische Produktionen im tschechischen Fernsehen oft in bearbeiteter Fassung gezeigt, im slowakischen Fernsehen werden tschechische Sendungen nach wie vor unverändert ausgestrahlt.
Nach der Samtenen Revolution wurde im Jahre 1990 das staatliche Fernsehen föderalisiert. Dabei wurde das erste Programm des ČST in F1 federální okruh jedna umbenannt. F1 wurde sowohl in Tschechien als auch der Slowakei als föderales Gemeinschaftsprogramm ausgestrahlt. Die Bezeichnung federální okruh lässt sich in etwa als föderaler (Sende-)Kreis bzw. föderaler (Sender-)Ring übersetzen. Der zweite Kanal des ČST wurde in Tschechien in ČTV umbenannt, in der Slowakei in S1. Wie schon zuvor sendete der zweite Kanal damit – unter neuen Namen – in beiden Landesteilen unterschiedliche Programme. Zudem entstand auf der Frequenz, auf der bis dato seit dem Ende der 1980er Jahre sowjetisches Fernsehen ausgestrahlt wurde und die heute den jeweils größten Privatsendern Tschechiens bzw. der Slowakei gehört, kurzzeitig ein dritter Kanal des ČST – OK3 (in der Slowakei 1991 durch den Kanal TA3 ersetzt). Zum 31. Dezember 1992 wurde das ČST zusammen mit dem tschechoslowakischen Staat aufgelöst und durch die zwei nationalen öffentlich-rechtlichen Anstalten Česká televize und Slovenská televízia abgelöst, die allerdings beide bereits zuvor ein Jahr lang parallel zum ČST existiert hatten. Nach einer gemeinsamen Ansprache von Michal Kováč, dem letzten Vorsitzenden der Föderalversammlung der ČSFR, und Jan Stráský, letzter Ministerpräsident der ČSFR, und dem Spielen der tschechoslowakischen Nationalhymne wurde das gemeinsame Programm F1 um 23:59 Uhr endgültig abgeschaltet.